# Киримов, Олег Владимирович
Олег Владимирович Киримов (род. 28 июля 1968, Терек, Кабардино-Балкарская АССР) — советский и российский футболист, полузащитник.
Обучаясь в третьем классе первой школы города Терека, стал заниматься в футбольной секции местной ДЮСШ. Первые тренеры — Сергей Червь, Руслан Балахов и Арсен Карежев. В 14 лет уехал в футбольный интернат донецкого «Шахтёра», где проучился год. Затем окончил спецшколу в Москве. Армейскую службу проходил в ракетных войсках в Белоруссии. В 1990 году стал работать на терском алмазном заводе, где играл за команду «Алмаз». В том же году дебютировал в первенстве СССР в команде второй низшей лиги «Ремонтник» Прохладный. По рекомендации ветеранов «Спартака» Нальчик Анатолия Алдышева и Казбека Тляругова в 1992 году перешёл в этот клуб первой лиги. В следующем сезоне команда вылетела во вторую лигу. В 1995 году «Спартак» выиграл зону «Запад», а Киримов стал лучшим бомбардиром команды, забив 22 мяча. В середине 1998 главным тренером команды стал Виктор Зернов. Отношения с ним у Киримова не сложились, и в середине первенства он был отчислен с формулировкой «за снижение спортивного мастерства». Бывший генеральный директор «Спартака» Александр Шишлов пригласил Киримова в «Металлург» Липецк, где тот отыграл два сезона.
Профессиональную карьеру завершил в чемпионате Казахстана, играя за «Есиль» Кокчетав (2001—2002), «Атырау» (2002), «Елимай»/«Семей» Семипалатинск (2003—2004). Серебряный призёр 2002 года («Атырау»).
В 2005—2008 годах работал тренером в 31-й школе г. Нальчик. В 2009 курировал детский футбол в Федерации футбола Кабардино-Балкарии. Затем возглавил СШОР имени А. Апшева.